# Сільвія Байле
Сільвія Байле (ісп. Silvia Baylé; нар. 10 квітня 1949) — аргентинська акторка та режисер.

## Біографія
Народилась Сільвія Байле 10 квітня 1949 року в Аргентині. У 1980 році відбувся її дебют. Зараз вона активно знімається в аргентинських фільмах та теленовелах. У серіалі «Дикий ангел», який мав успіх у багатьох країнах світу, у тому числі й в Україні, акторка зіграла в маєтку Ді Карло кухарку Сокорро де Гарсія.

## Нагороди
У 2011 році Сільвія Байле отримала премію Florencio Sánchez.

## Вибрана фільмографія
- 1981 — El Rafa (телесеріал)
- 1982 — Las 24 horas (телесеріал)
- 1983 — Sola (телесеріал)
- 1983 — Amada (телесеріал)
- 1985 — María de nadie (телесеріал)
- 1993-1994 — Alta Comedia (телесеріал)
- 1995 — Sheik (телесеріал)
- 1998-1999 — Дикий ангел (телесеріал)
- 2001 — Enamorarte (телесеріал)
- 2008 — Don Juan y su bella dama (телесеріал)
- 2009 — Herencia de amor (телесеріал)
- 2012 — De Martes a Martes (фільм)
- 2013 — Historias de corazón (міні-серіал)
- 2016 — Angelita la doctora (фільм)